# Ludvig Brandstrup (skådespelare)
Ludvig Johannes Brandstrup, född 20 augusti 1892 på Frederiksberg, död 27 juni 1949 i Köpenhamn, var en dansk sångtextförfattare, revyförfattare, skådespelare och teaterregissör. Han skrev bland annat flera kända visor tillsammans med Poul Henningsen.

## Filmografi
Skådespelare
- 1934 – København, Kalundborg og - ?
- 1937 – Cocktail
- 1940 – Pas på svinget i Solby
- 1940 – Familien Olsen
- 1943 – Op med humøret
- 1947 – Når katten er ude

Musik
- 1936 – Cirkusrevyen

Regi
- 1934 – København, Kalundborg og - ?